# Mixopsis meridaria
Mixopsis meridaria là một loài bướm đêm trong họ Geometridae.